# O Novo Reino
O Novo Reino - em sueco Riket vid vägens slut - é um romance histórico do escritor sueco Jan Guillou, publicado em 2000, com uma tiragem de várias centenas de milhares de exemplars vendidos.

Em 2007, esta obra ganhou o Prémio Livro de Bolso de Ouro (Guldpocket).
 	
É o terceiro livro da trilogia "As Cruzadas".
A ação é passada na Suécia medieval do séc. X e a personagem principal é um jovem chamado Arn Magnusson, que regressa ao país após ter servido como cavaleiro templário
na Terra Santa durante 20 anos.

## Versão cinematográfica
Arn –Riket vid vägens slut  é um filme sueco de 2008, baseado na obra literária de Jan Guillou, dirigido por Peter Flinth.
Esta película foi distinguida com o Escaravelho de Ouro de 2009.

## Versão de televisão
Arn é uma série televisiva sueca em 6 episódios, baseada nos livros e filmes de Jan Guillou sobre Arn Magnusson, estreada em 2007, com uma audiência de 928 000 pessoas.